# Bandera de Samoa
La bandera de Samoa va ser adoptada oficialment el 24 de febrer de 1949.
La bandera consisteix en un fons vermell amb un rectangle blau a la zona superior esquerra, vora el màstil. Dins d'aquest rectangle està representada la constel·lació de la Creu del Sud, formada per quatre grans estrelles i una cinquena més petita.
Al llarg de la història però, han estat diverses les banderes hissades a les illes. L'1 de març de 1900 la part occidental de l'arxipèlag fou inclòs a l'Imperi Alemany, la bandera del qual esdevingué llavors oficial. Tot i això, els illencs presentaren un disseny alternatiu que no fou però, acceptat.
El 29 d'agost de 1914, amb el desembarcament de tropes neozelandeses, es posà fi al domini alemany i les illes passaren a ser administrades des de Wellington i Londres. Després d'alguns anys en què fou oficial la bandera de Nova Zelanda, s'adoptà un disseny propi, amb la Union Jack vora el màstil i un cercle dins del qual hi havia tres grans palmeres. El fons del pavelló era blau per al seu ús terrestre, i vermell per a la Marina.
Finalment, el 26 de maig de 1948 s'adoptà un disseny força similar a l'actual, en què dins del rectangle blau apareixien quatre estrelles i no cinc. Aquesta darrera, menor que les altres, hauria d'esperar fins al disseny actual, de 1949.

Bandera emprada durant el domini alemany (1900-1914).
Proposta per a la Samoa alemanya, mai oficialitzada.
Bandera terrestre de Samoa Occidental (1922-1962).
Bandera de Samoa Occidental (1948-1949).

## Banderes similars
La bandera de Samoa és força similar a la bandera de Myanmar i a la bandera de la República de la Xina, especialment pel que fa al disseny i a les seves proporcions.

Bandera de Myanmar
Bandera de la República de la Xina